# Сезуреш (Пеналва-ду-Каштелу)
Сезуреш (порт. Sezures) — район (фрегезия) в Португалии, входит в округ Визеу. Является составной частью муниципалитета Пеналва-ду-Каштелу. Находится в составе крупной городской агломерации Большое Визеу. По старому административному делению входил в провинцию Бейра-Алта. Входит в экономико-статистический субрегион Дан-Лафойнш, который входит в Центральный регион. Население составляет 854 человека на 2001 год. Занимает площадь 22,74 км².